# Валентина Маркеї
Валенти́на Марке́ї (Valentina Marchei; *23 травня 1986, Мілан, Італія) — італійська фігуристка, що виступає у жіночому одиночному фігурному катанні. Триразова чемпіонка Італії (2004, 2008, 2010 роки), виграючи відповідно цей титул у першого номера італійської жіночої збірної з фігурного катання Кароліни Костнер, а от найвищі досягнення на найпрестижніших міжнародних змаганнях були досягнуті 2007 року — 5-та «на Європі» й 11-та «у світі».

## Кар'єра
Валентина Маркеї — зі спортивної родини, адже її батько Марко Маркеї є відомим у минулому марафонцем. Сама́ Валентина до 9 років займалась спортивною гімнастикою, поки її тренер не переїхав до США. Оскільки батьки бажали, щоб дівчина обов'язково продовжувала займатись спортом, Валентина вирішила спробувати свої сили у фігурному катанні. Якраз гімнастика і прислужилася їй зрештою у техніці виконання стрибків. Перший подвійний аксель фігуристка виконала у 14 років, а за два дні вперше для себе самої стрибнула потрійний тулуп. Перший каскад з двох потрійних стрибків Валентина Маркеї спромоглася здійснити на тренуванні перед Чемпіонатом Європи з фігурного катання 2004 року.

## Спортивні досягнення

### після 2005 року
| Змагання / Сезони                       | 2005/2006 | 2006/2007 | 2007/2008 | 2008/2009 | 2009/2010 |
| --------------------------------------- | --------- | --------- | --------- | --------- | --------- |
| Чемпіонати світу з фігурного катання    | 23        | 11        | 13        |           |           |
| Чемпіонати Європи з фігурного катання   | 19        | 5         | 6         |           | 8         |
| Чемпіонати Італії з фігурного катання   |           | 3         | 1         | 4         | 1         |
| Етапи Гран-Прі: Trophee Eric Bompard    |           | 6         | 9         |           |           |
| Етапи Гран-Прі: Skate America           |           | 9         | 10        | WD        |           |
| Турніри: «Coupe Internationale de Nice» |           |           |           |           | 2         |
| Турніри: «Finlandia Trophy»             |           |           | 12        |           | 8         |
| Зимові Універсіади                      |           | 2         |           |           |           |
| Меморіал Карла Шефера                   |           | 4         |           |           |           |
| Турніри: «Золотий ковзан Загреба»       | 6         |           |           |           |           |
| Турніри: «Ice Challenge»                |           |           |           |           | 2         |
| Турніри: «Merano Cup»                   | 2         |           | 1         | 1         | 3         |
| Турніри: «NRW Trophy»                   |           |           |           |           | 1         |

- WD — знялася зі змагань.

### до 2005 року
| Змагання / сезони                                  | 2001/2002 | 2002/2003 | 2003/2004 | 2004/2005 |
| -------------------------------------------------- | --------- | --------- | --------- | --------- |
| Чемпіонати світу з фігурного катання               |           |           | 23        |           |
| Чемпіонати Європи з фігурного катання              |           |           | 15        | 31        |
| Чемпіонати світу з фігурного катання серед юніорів |           |           | 14        | 16        |
| Чемпіонати Італії з фігурного катання              |           |           | 1         | 2         |
| Етапи Гран-Прі: NHK Trophy                         |           |           |           | 11        |
| Етапи Гран-Прі: Trophee Eric Bompard               |           |           |           | 10        |
| Гран-прі серед юніорів 2003—2004, Японія           |           |           | 6         |           |
| Гран-прі серед юніорів 2003—2004, Болгарія         |           |           | 9         |           |
| Гран-прі серед юніорів 2002—2003, Белград          |           | 6         |           |           |
| Гран-прі серед юніорів 2001—2002, Нідерланди       | 6         |           |           |           |
| Турніри: «Золотий ковзан Загреба»                  |           |           | 7         |           |
| Турніри: «Merano Cup»                              |           |           | 2         | 2         |

## Виноски
1. 1 2  Mittan, Barry. (19 липня 2004). Italy's Vivacious Figure Skater Valentina Marchei (англійською) . Golden Skate. Архів оригіналу за 31 березня 2012. Процитовано 9 травня 2009.
2. ↑  Skaters: Valentina Marchei (англ.). Ice Network. Архів оригіналу за 31 березня 2012. Процитовано 9 травня 2009.
3. ↑  Результати турніру Icechallenge, Грац, Австрія. Архів оригіналу за 31 жовтня 2009. Процитовано 23 січня 2010.
4. ↑  Результати «NRW Trophy 2009». Архів оригіналу за 7 грудня 2009. Процитовано 23 січня 2010.